# Svîdnîțea, Iavoriv
Svîdnîțea (în ucraineană Свидниця) este localitatea de reședință a comunei Svîdnîțea din raionul Iavoriv, regiunea Liov, Ucraina.

## Demografie
Componența lingvistică a localității Svîdnîțea
     Ucraineană (99,81%)
     Alte limbi (0,19%)
Conform recensământului din 2001, majoritatea populației localității Svîdnîțea era vorbitoare de ucraineană (99,81%), existând în minoritate și vorbitori de alte limbi.